# Hanzovní kříž
Hanzovní kříž bylo prvoválečné vojenské záslužné vyznamenání, založené roku 1915 třemi hanzovními městy Hamburkem, Brémami a Lübeckem. Byla udělována členům 75. brémského, 162 lübeckého, 76. hamburského pěšího pluku a obyvatelům těchto tří měst, sloužících u jiných útvarů. Byly udělovány samostatně, takže zde byla možnost, že jeden člověk obdrží všechny tři kříže (Manfred von Richthofen a Vilém II.).

## Vzhled vyznamenání
Odznakem je postříbřený měděný, červeně smaltovaný tlapatý kříž. Ve středovém medailonu se pak nachází městský znak jednoho ze tří zakladatelských měst (podle toho, které město vyznamenání udělilo, buď stříbrný klíč v červeném poli (Brémy), stříbrná brána v červeném poli (Hamburg) nebo černý orel s stříbrno-červeným polceným středovým štítkem ve zlatém poli (Lübeck)). Na zadní straně se pak nachází nápis Für Verdienst im Kriege 1914 (Za zásluhy ve válce 1914).
Stuha je u hamburského hanzovního kříže bílá s dvěma červenými pruhy, u brémského bílá s čtyřmi červenými pruhy a u lübeckého polcená bílo-červená.
| Stužka Brémského hanzovního kříže | Stužka Hamburského hanzovního kříže | Stužka Lübeckého hanzovního kříže |